# The Fixx
The Fixx sono un gruppo musicale rock-new wave britannico originario di Londra e attivo dal 1979.
Tra i brani più conosciuti del gruppo vi sono One Thing Leads to Another, Saved by Zero e Secret Separation.

## Formazione
Attuale
- Cy Curnin - voce (1979-)
- Adam Woods - batteria, percussioni (1979-)
- Rupert Greenall - tastiere, cori (1979-)
- Jamie West-Oram - chitarre, cori (1980-)
- Dan K. Brown - basso, cori (1983-1994, 2008-)

## Discografia
Album studio
- 1982 - Shuttered Room
- 1983 - Reach the Beach
- 1984 - Phantoms
- 1986 - Walkabout
- 1988 - Calm Animals
- 1991 - Ink
- 1998 - Elemental
- 1999 - 1011 Woodland
- 2003 - Want That Life
- 2012 - Beautiful Friction

Album live (lista parziale)
- 1987 - React
- 1995 - In Concert (King Biscuit Flower Hour)

Raccolte (lista parziale)
- 1999 - Ultimate Collection: The Fixx
- 2001 - Happy Landings and Lost Tracks
- 2005 - The Twenty-fifth Anniversary Anthology